# Herbert Hechtel
Herbert Hechtel (* 9. Dezember 1937 in Ansbach; † 12. April 2014) war ein deutscher Komponist.

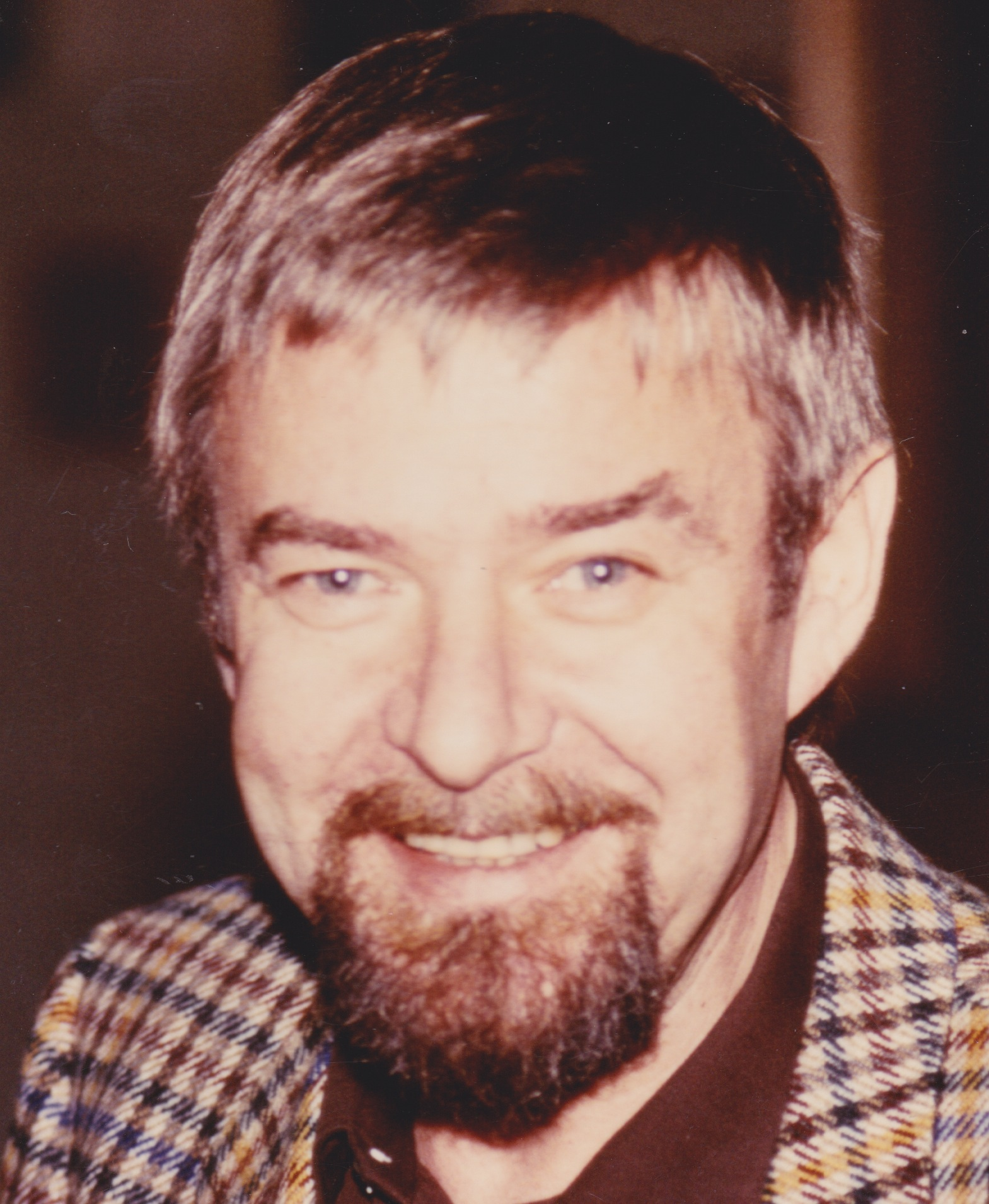
Herbert Hechtel (1989)

## Leben und Werk
Herbert Hechtel komponierte bereits als Schüler erste kleinere Werke. Nach seinem Studium an der Musikhochschule München (Schulmusik, Geige und Komposition) setzte er sein Kompositionsstudium bei Erhard Karkoschka an der Musikhochschule Stuttgart fort. Ab 1967 studierte er an der Friedrich-Alexander-Universität in Erlangen Musikwissenschaft, Psychologie und Philosophie. Damit verbunden war 1968 ein Wechsel an das musische Christian-Ernst-Gymnasium als Gymnasiallehrer für Musik.
Im Auftrag der Stadt Erlangen komponierte er 1985 zum Jahr der Musik Relazione per due, ein Klavierkonzert für zwei Pianisten und Orchester.
Er schrieb über 50 Solo-, Kammermusik- und Ensemblestücke für diverse Besetzungen, darunter Auftragswerke, sowie Lieder, Chor- und Orchesterwerke. Fast alle seine Werke liegen als Rundfunkproduktionen vor, einige auf CD und Schallplatte.

## Auszeichnungen
1967 erhielt Hechtel den Kompositionspreis der Jeunesses Musicales und 1976 wurde er mit dem Kulturförderpreis der Stadt Erlangen ausgezeichnet.